# De Aar
De Aar er en by i Nord-Kapprovinsen i Sydafrika med omkring 42.000 indbyggere (2011). Den blev grundlagt i 1903. Byen er det næstvigtigste jernbaneknudepunkt i landet, beliggende på jernbanelinjen mellem Cape Town og Kimberley og var af afgørende strategisk betydning for briterne under Den anden boerkrig.